# إقليم كارا
إقليم كارا هو أحد أقاليم توغو، عاصمة الإقليم مدينة كارا.

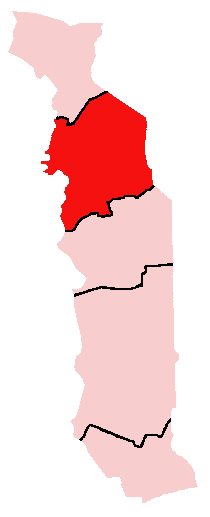
موقع منطقة كارا بين المناطق الخمس

## محافظات كارا

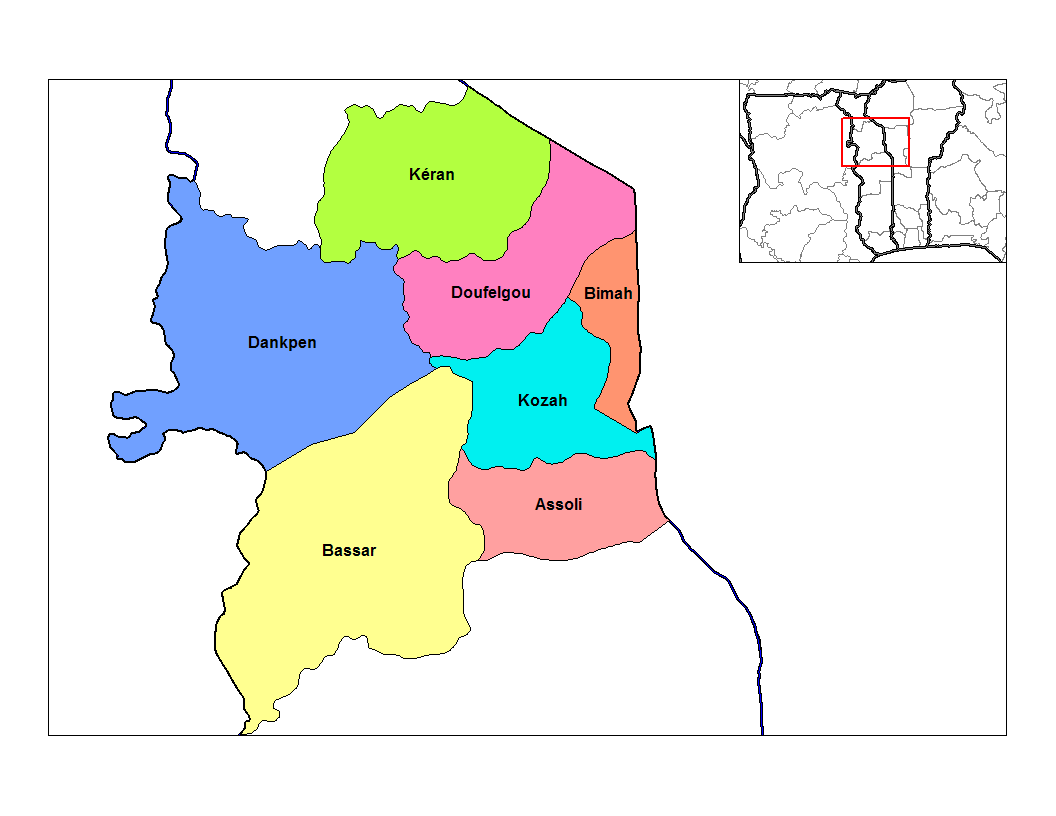
محافظات منطقة كارا

- أسولي
- باسار
- بماه
- دانكبين
- دوفليغو
- كيران
- كوزاه

## مدن منطقة كارا
- أدمدي
- اناندي
- أتلوتي
- بسيبي
- بوهو
- بوربوغو
- بوفال
- بونديال
- دجامدا
- ديامب
- فرندي
- اناري
- كاوا
- كميريدا
- كيتاو
- كيتيو
- كوناديدو
- كوني
- كوتاو
- كوتوجو
- كابسيدي
- كبيزندي
- كوتا
- لاما، كارا
- اندا
- لاسا
- لولي
- نادوبا
- ناتشامبا
- نوهولمي
- باغودا
- بيسيدي
- بيا
- سارا-كاوا
- سولا
- سومدينا
- سيركا
- تشاري
- تشيتشاو
- ياد

1. ↑  GeoNames (بالإنجليزية), 2005, QID:Q830106
2. ↑  MusicBrainz (بالإنجليزية), MetaBrainz Foundation, QID:Q14005